# Asplenium insiticium
Asplenium insiticium är en svartbräkenväxtart som beskrevs av Brackenr. Asplenium insiticium ingår i släktet Asplenium och familjen Aspleniaceae. Inga underarter finns listade.